# Дагерман, Стиг
Стиг Дагерман (швед. Stig Dagerman; 5 октября 1923, Алвкарлеби, Уппсала — 4 ноября 1954, Энебиберг, Стокгольм) — шведский писатель, поэт и переводчик, журналист, профсоюзный деятель, анархист.

## Биография
Родился 5 октября 1923 года в Алвкарлеби, Уппсала. Стиг Дагерман матери фактически не знал, а своего отца впервые увидел в возрасте 11 лет. Детство провёл на ферме с дедом и бабушкой. 
В студенческие годы примкнул к анархо-синдикалистам, В 1944–1947 годах он был редактором отдела культуры в синдикалистской газете Arbetaren («Рабочий»), где еженедельно вплоть до смерти публиковал «Стихи на злобу дня» («Dagsedlar», они вышли отдельной книгой в 1955).
В 1943–1953 годах был женат на еврейке Аннмари Гётце, родившейся в Германии. 
В 1946 году посетил Германию в качестве журналиста шведской газеты Expressen, его сборник очерков о Германии «Немецкая осень» («Tysk höst», 1947), описывает жизнь немцев в побеждённой и разорённой стране.
С 1950 года Дагерман испытывал творческий кризис, который был связан с личными проблемами (развод с Аннмари, разрыв с сыновьями). Он переживал нервные срывы, депрессию, неоднократно пытался покончить с собой. В 1953 году он женился на шведской актрисе Аните Бьёрк.
4 ноября 1954 года в Энебиберге Стиг Дагерман закрылся в автомобиле, включил мотор и погиб, отравившись выхлопными газами.

## Признание
1980-е годы стали для Дагермана эпохой нового признания: в Швеции выходит собрание его сочинений, его произведения активно переводят в разных странах, по его книгам снимаются фильмы, о нём пишутся книги и защищаются диссертации. Создаётся общество его имени, учреждается премия Дагермана. В 2008 году эту премию получил Ле Клезио, через несколько месяцев награждённый Нобелевской премией по литературе.

## Публикации на русском языке
- Рассказы // Панорама. М., 1967
- Остров обреченных // Издательство Ивана Лимбаха. СПб, 2021
- Немецкая осень // Издательство Ивана Лимбаха. СПб, 2024
- Змея //Издательство Ивана Лимбаха. СПб, 2024